# Série 2550 da CP
A Série 2550 é um tipo de locomotiva, que foi utilizada pela operadora ferroviária Caminhos de Ferro Portugueses e pela sua sucessora, Comboios de Portugal.

## História

### Produção e entrada ao serviço

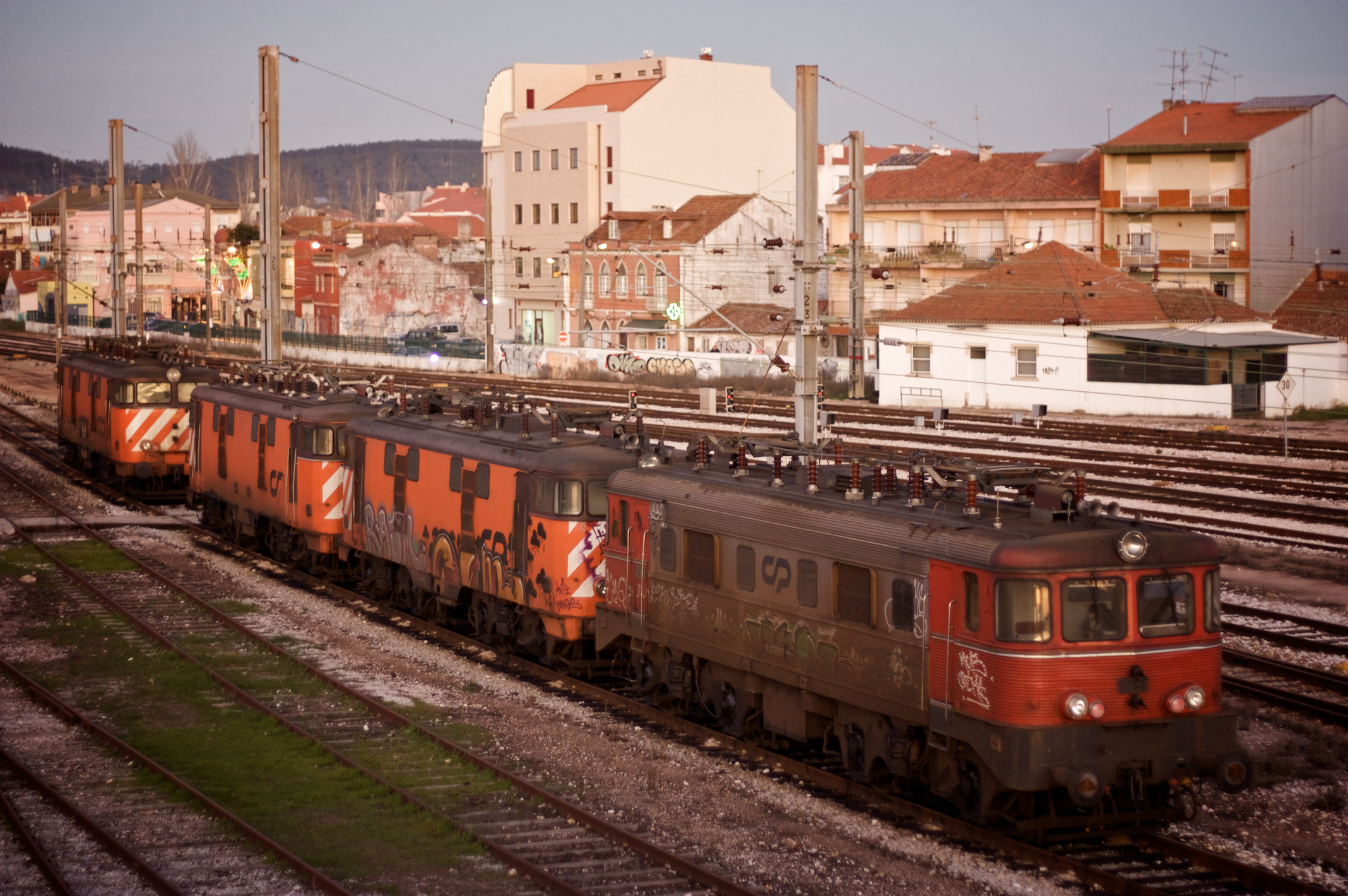
Locomotivas 2550 e 2500 na estação do Entroncamento, em 2008, vendo-se as diferenças entre ambas as séries, como a posição e as dimensões das janelas.

Estas locomotivas foram fabricadas em Portugal, por um consórcio entre o Groupement d`Étude et Electrification des Chemins de Fer en Monophasé 50 Hz e as Sociedades Reunidas de Fabricações Metálicas. As caixas foram construídas em aço inoxidável canelado, nas instalações da Amadora da SOREFAME, com licença da Budd Company, para reduzir os pesos mortos, e para que o design das locomotivas ficasse semelhante às carruagens metalizadas da Companhia dos Caminhos de Ferro Portugueses, produzidas por aquela empresa americana. Estas foram as primeiras locomotivas no mundo a utilizar este método de construção nas caixas. Os bogies foram produzidos em Portugal, mas foram planeados na Alemanha, pela casa Henschel Werke. As locomotivas foram introduzidas entre 1963 e 1964, para assegurar os serviços nas linhas que foram electrificadas, no âmbito da segunda fase do programa de electrificação. Foram colocadas nos principais serviços de passageiros entre Lisboa e o Porto, como o Foguete.
Junto com as locomotivas da Série 2500, constituíam o parque de locomotivas a tracção eléctrica da Companhia dos Caminhos de Ferro Portugueses, em finais de 1965.

### Abate ao serviço
Em 1974, as locomotivas da Série 2600 começaram a entrar ao serviço, levando ao progressivo afastamento da Série 2550 dos comboios de passageiros, passando a ser principalmente destacadas para rebocar composições de mercadorias, junto com as locomotivas da Série 2500. Um outro motivo para abandonarem os serviços de passageiros foi a perda de estabilidade nos sistemas de suspensão, quando circulavam a velocidades próximas dos 100 Km/h. Os últimos comboios de passageiros feitos por estas locomotivas foram realizados na década de 1990.
Em 1994, as cabines da locomotiva número 2565 foram pintadas de encarnado, para testar o novo esquema de cores que a operadora Caminhos de Ferro Portugueses pretendia introduzir nas suas locomotivas. Apesar do esquema requerer que o corpo da locomotiva fosse pintado de cinzento, em contraste com as cabinas encarnadas, decidiu-se neste caso que o corpo ficaria sem pintura, com a cobertura em aço original. Este esquema foi posteriormente aplicado a todas as outras locomotivas da mesma série. As últimas unidades foram abatidas ao serviço após a introdução das locomotivas da Série 4700, em 2009.

## Descrição
Esta série era constituída por vinte locomotivas elétricas, numeradas de 2551 a 2570. Eram do tipo Bo Bo – 2500, para serviço de linha, em vias de bitola ibérica.
A configuração dos rodados era em Bo’Bo’, e a tensão utilizada era de 25kV 50Hz. Cada veículo contava com quatro motores de tracção, do tipo TAO–645 A1 da Alstom; cada motor contava com 187 CV de potência, sendo 560 CV disponíveis para utilização. A potência nominal era de 2053 kW ou 2790 CV O esforço de tracção, no arranque, era de 185 kN. A velocidade máxima era de 120 km/h, sendo a velocidade correspondente ao regime contínuo de 62 km/h. O peso em ordem de marcha era de 70,5 t.

## Ficha técnica
- Características de exploração
  - Ano de entrada ao serviço: 1963 - 1964[6][2]
  - Ano de saída ao serviço: 2009[3]
  - Número de unidades construídas: 20 (2551–2570)[6][2][7]
  - Tipo de serviço: Linha[7]
- Dados gerais
  - Bitola de Via: 1668 mm[6]
  - Tipo de tracção: Elétrica[7]
  - Tensão: 25kV 50Hz[6]
  - Tipo de locomotiva (construtor): Bo Bo – 2500[6]
  - Disposição dos rodados: Bo’Bo’[6][1]
  - Diâmetro das rodas (novas): 1300 mm[6]
- Transmissão
  - Tipo: Hidráulica[3]
  - Fabricante: Alsthom[3]
- Motores de tracção
  - Fabricante: Alsthom - Siemens[3]
  - Potência: 698 CV (por motor)
  - Potência nominal (rodas): 2053 kW / 2790 CV[6]
  - Quantidade: 4[6]
  - Tipo: TAO–645 A1[6]
- Partes mecânicas
  - Fabricante: Sorefame - Henschel[3]
- Características de funcionamento
  - Velocidade máxima: 120 km/h[6]
  - Velocidade correspondente ao regime contínuo: 62 km/h[2]

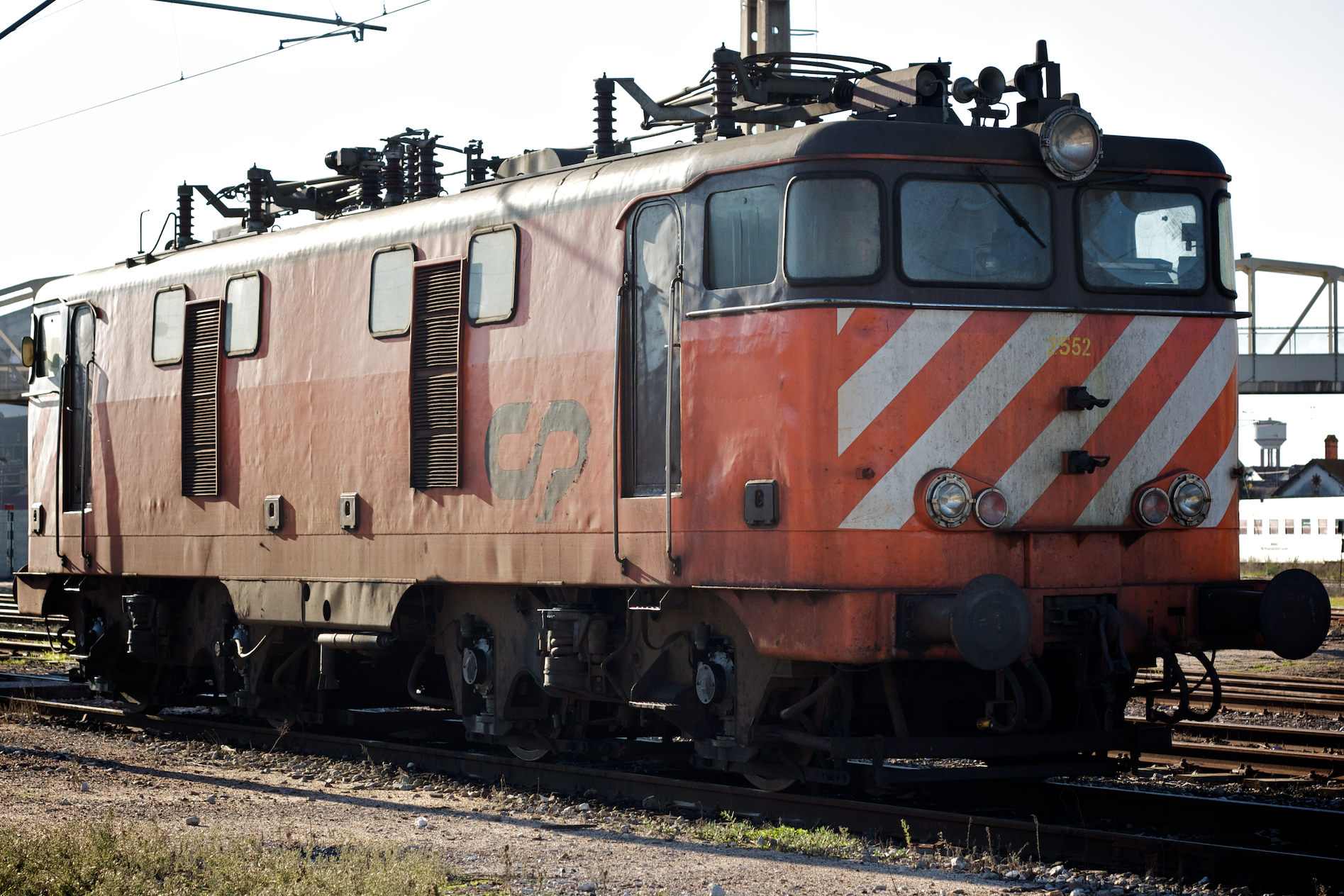
Locomotiva número 2552, utilizando uma caixa da Série 2500.

  - Esforço de tração:
    - No arranque: 185 kN[6]
- Pesos
  - Condições:
    - Peso em ordem de marcha: 70,5 t[6][2]